# 竹野未華
竹野 未華（たけの みか、1984年10月15日 - ）は、福岡県北九州市出身の元ボートレーサーである。登録第4722号。111期。引退後はボートレース芦屋のピットMCを務める。

## 来歴
- 福岡県北九州市に生まれ育つ。
- 福岡県立若松高等学校卒業。同級生に同じボートレーサーの今井貴士がいる。卒業後は、大手企業のグループ会社にて4年程勤務。
- 2011年第111期選手養成員としてやまと学校へ入学。
- 2012年9月14日、選手登録。
- 2012年11月6日からボートレース若松で開催された一般戦「BOATBoy CUP」初日第1Rでデビュー（6着）[1]。
- 2014年9月16日からボートレース住之江で開催された一般戦「男女ダブル優勝戦  第9回森下仁丹杯争奪戦」3日目第9Rで初勝利[2]。
- 2020年3月18日からボートレース若松]で開催された G3「オールレディースJALカップ」5日目（22日）第1Rが現役最後の勝利となった[3]。
- 2020年6月23日からボートレース児島で開催された一般戦「大阪スポーツ杯」最終6日目（28日）第5Rが現役ラストランとなった[4]。
- 2020年6月、選手登録消除。
- 2020年9月からボートレース芦屋のピットMCを務めることが、同レース場公式Facebookアカウントより発表された[5]。

## 戦績
- 出走回数：922回
- 1着回数：37回
- 優出回数：0回
- フライング(F)回数：8回
- 出遅れ(L)回数：0回
- 通算勝率：2.89
- 2連対率：9.65
- 3連対率：18.00
- 生涯獲得賞金：40,866,600円